# Frihedsmuseets modstandsdatabase
Frihedsmuseets modstandsdatabase, er en database som blev lanceret i maj 2009 under Nationalmuseets regi med det formål at registrere danske modstandsfolk.
Databasen beskriver relevante personer, med oplysninger om deres tilknytning til den danske modstandsbevægelse, dæknavne, notater om udførte missioner etc.